# Bogdan Banasiak
Bogdan Banasiak – polski filozof, tłumacz, muzyk i dziennikarz, absolwent Kulturoznawstwa oraz Filozofii na Uniwersytecie Łódzkim, profesor Uniwersytetu Łódzkiego w Instytucie Filozofii. Popularyzator myśli markiza de Sade, Jaquesa Derridy oraz Gilles’a Deleuze’a.

## Życiorys
W 1980 ukończył Kulturoznawstwo ze specjalizacją teatrologiczną na Uniwersytecie Łódzkim, a w 1984 Filozofię. W latach 1984–91 pracował w Studium Filozofii Politechniki Łódzkiej, gdzie wykładał historię filozofii i estetykę. W latach 1992–2008 pracował w Instytucie Filozofii (Katedra Filozofii Współczesnej) na Uniwersytecie Łódzkim.
W 1993 obronił na Wydziale Filozoficzno-Historycznym Uniwersytetu Łódzkiego stopień doktora. Jego promotorem był Stefan Morawski, natomiast praca doktorska nosiła tytuł: Filozofia „końca filozofii". Dekonstrukcja Jaquesa Derridy i nomadologia Gilles’a Deleuze’a. W 1995 opublikował pierwszą polską monografię poświęconą francuskiemu filozofowi Jacques Derridazie Filozofia „końca filozofii“. Dekonstrukcja Jacques’a Derridy. Inicjator, redaktor, tłumacz i komentator krytycznego wydania dzieł markiza de Sade’a: Sto dwadzieścia dni Sodomy, czyli Szkoła libertynizmu (1996); Pisma polityczne (1997). Tłumaczył również (często wspólnie z Krzysztofem Matuszewskim) dzieła takich filozofów jak Michel Foucault, Jean-François Lyotard, Gilles Deleuze, Antonin Artaud.
Inicjator i prezes nieoficjalnego Towarzystwa im. Markiza de Sade założonego w 1989. Współtwórcza i dyrektor Festiwalu Filozofii oraz Nietzsche seminarium (razem z Cezarym Wodzińskim i Pawłem Pieniążkiem). Od 2010 przewodniczący Komitetu Redakcyjnego (w skład którego wchodzą najwybitniejsi polscy nietzscheaniści) przygotowywanej edycji Dzieł wszystkich Friedricha Nietzschego. Od 2011 jest redaktorem serii wydawniczej „Filozofia francuska” w Wydawnictwie Officyna. Razem z Tomaszem Sieczkowskim redagował Pierwsze dwa numery czasopisma „Hybris".
W 2006 uzyskał habilitację pracą Filozofia integralnej suwerenności. Zarys systemu Markiza de Sade. W tym samym roku została wydana jako książka przez Wydawnictwo Uniwersytetu Łódzkiego. W 2024 został odznaczony Brązowym Krzyżem Zasługi.

### Kariera muzyczna i dziennikarska
Przez wiele lat grał na perkusji i gitarze basowej, występował m.in. w pierwszym składzie grupy Rendez-Vous, której był współzałożycielem. W latach 1992–1994 pracował jako kierownik redakcji muzycznej w stacji telewizyjnej „Tele 24". Działał tam m.in. jako realizator oraz prezenter programu muzycznego „Rock w Łodzi". Jako dziennikarz muzyczny w latach 1994–1996 pisał również dla „Dziennika Łódzkiego".
Jest współzałożycielem firmy fonograficznej "Music Voice"; W 1996 był redaktorem programowym radia "Kiks". Napisał wiele tekstów dla różnych wykonawców, m.in. dla Bronisława Opałko oraz zespołu Krótkie Spięcie.
W latach 2000–2009 współpracował z Ziemowitem Kosmowskim w reaktywowanym zespole Rendez-Vous.

## Publikacje
- Filozofia „końca filozofii". Dekonstrukcja Jacques’a Derridy i nomadologia Gilles’a Deleuze’a (1995)
- Integralna potworność Markiz de Sade Filozofia libertynizmu czyli konsekwencje śmierci Boga (2006)
- Filozofia integralnej suwerenności. Zarys systemu Markiza de Sade (2006)
- Słońce ekstazy, noc melancholii Rzecz o Raymondzie Rousselu (2007)
- Nietzsche a tradycja antyczna (razem z Pawłem Pieniążkiem, 2012)